# Condado de Greenlee
El condado de Greenlee es uno de los 15 condados del Estado estadounidense de Arizona. La sede del condado es Clifton, y su mayor ciudad es Clifton.
El condado posee un área de 4787 km² (los cuales 4 km² están cubiertos por agua), la población de 8547 habitantes, y la densidad de población es de 2 hab/km² (según censo nacional de 2000). Este condado fue fundado el 10 de marzo de 1909.